# グロッタンマーレ
グロッタンマーレ（伊: Grottammare）は、イタリア共和国マルケ州アスコリ・ピチェーノ県にある、人口約16,000人の基礎自治体（コムーネ）。

## 地理

### 位置・広がり
アスコリ・ピチェーノ県東部、アドリア海沿岸のコムーネ。サン・ベネデット・デル・トロントから北へ3km、フェルモから南南東へ23km、県都アスコリ・ピチェーノから東北東へ28kmの距離にある。

#### 隣接コムーネ
隣接するコムーネは以下の通り。
- クプラ・マリッティマ - 北
- リパトランソーネ - 西
- アックアヴィーヴァ・ピチェーナ - 南西
- サン・ベネデット・デル・トロント - 南

### 気候分類・地震分類
グロッタンマーレにおけるイタリアの気候分類 (it) および度日は、zona D, 1591 GGである。
また、イタリアの地震リスク階級 (it) では、zona 2 (sismicità media) に分類される。

## 文化・観光
「イタリアの最も美しい村」クラブ加盟コムーネである。

## 人物

### 著名な出身者
- ペリクレ・ファッツィーニ - 彫刻家